# Ізюмський краєзнавчий музей імені М. В. Сібільова
Ізю́мський краєзна́вчий музе́й і́мені М. В. Сібільо́ва — краєзнавчий музей у місті Ізюмі Харківської області. Заклад підпорядковується Управлінню культури Ізюмської міської ради.
Адреса музею: вулиця Соборна, 12.
Ізюмський краєзнавчий музей з 2009 року носить ім'я свого засновника і першого директора, українського вченого, музейника, археолога і дослідника археологічних пам'яток Слобожанщини, Донеччини та Донщини — Миколи Вікентійовича Сібільова.

## Історія музею

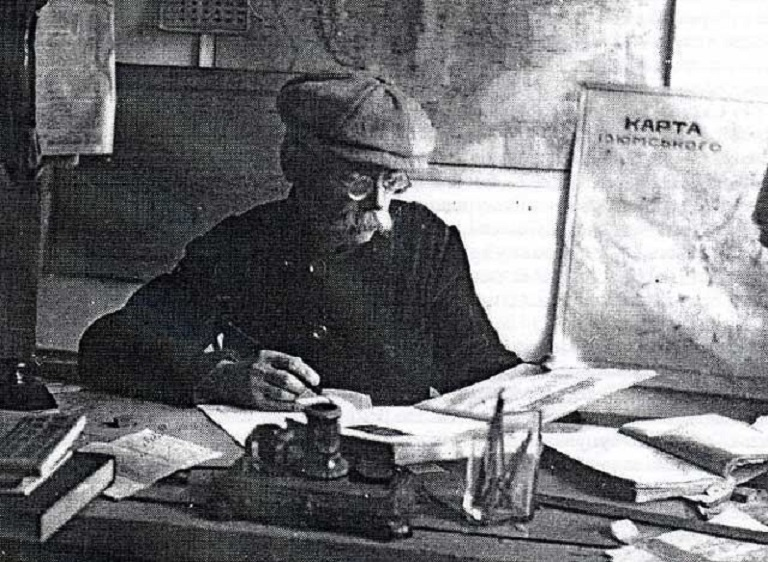
М. В. Сібільов, засновник і перший директор Ізюмського музею

Музей створений 14 січня 1920 року з ініціативи ізюмського краєзнавця та археолога Миколи Сібільова, якого призначили директором і зберігачем музею. 20 травня 1920 року музей відкрився для відвідувачів.
З моменту утворення музейна експозиція складалася з картинної галереї та 3-х відділів: природи, історичного й історико-революційного. Згодом сформований археологічний відділ. До музею потрапили збережені від воєнних дій 1918–1920 років культурні цінності, зокрема частина архіву ізюмського міського врядування; предмети з поміщицьких маєтків: старовинні книги, картини, твори прикладного мистецтва; військові нагороди козаків Ізюмського полку; палеонтологічна та зоологічна колекції Ізюмського реального училища; зібрані земством в Ізюмському повіті корисні копалини. У музей був переданий портрет громадського діяча XVIII ст., найбільшого землевласника Ізюмського повіту А. О. Самборського пензля австрійського портретиста Й. Б. Лампі. 1921 року фонд музею складали 1039 експонати. За 1920 рік з колекціями музею ознайомилися 3815 відвідувачів.
У 1920-х роках музейна експозиція збільшилася завдяки надходженням після проведених на території Ізюмщини археологічних експедицій під керівництвом Олександра Федоровського, Петра Єфименка та Сергія Гамченка. У музеї виставляються приватні археологічні колекції лісничого Ю. В. Богдановича та інженера О. Ф. Запоріна. Музей видає друком низку краєзнавчих збірок. Через 3 роки після відкриття музею професор О. С. Федоровський писав: «Прикладом великої культурної роботи, присвяченої справі краєзнавства, є Ізюмський музей».
1925 року музей отримав статус державного.
Поступово тематика експонатів, що зберігались у музеї, розширювалась і тому були створені три нові музейні відділи: побуту, сільського господарства та місцевої промисловості. 1929 року музейний фонд становив 28122 одиниці зберігання. У 1928 році музей відвідали 39634 особи.
Під час 2-ї світової війни музей втратив більшу частину своєї колекції, а приміщення, де містилась установа, було зруйновано. Після війни влада відвела під музей іншу будову — старовинний житловий будинок.
У 1950-х роках музей отримав нові колекції завдяки проведеним кільком археологічним експедиціям.
2022 року у ході боїв за Ізюм постраждав від прямого влучання снаряда. Було пробито дах, пошкоджено стіни, вибито вікна, зникла електроенергія та опалення. Окупанти викрали з музею директорське крісло, кілька самоварів і муляжні шаблі.

## Експозиція
Музейна експозиція розміщується в житловому будинку, побудованому 1818 року.
Постійно діють три демонстраційні зали:
- Історія краю (XVIII–XIX ст.ст.):

предмети побуту, портрет А. О. Самборського, пейзажі ізюмських художників.
- Історія краю (XIX–XX ст.ст.):

предмети, що ілюструють життя Ізюмщини за радянських часів, колекція грошових знаків, зброя часів німецько-радянської війни.
- Етнографічна експозиція народних майстрів:

роботи ізюмських майстрів.
У 2011 році музейні фонди налічували близько 12 тис. одиниць зберігання.
Серед унікальних експонатів музею:
- нумізматична колекція рідкісних монет;
- видане 1707 року напрестольне Євангеліє в срібному з позолотою окладі — надруковане, ймовірно, за кошт гетьмана Івана Мазепи.
- речі сім'ї декабриста Андрія Розена.

Картинна галерея містить етюди Сергія Васильківського, картини Митрофана Федорова, Василя Забашти, Івана Плиса та Ф. Коган.
У залах музею працюють виставки: «Історія Ізюмщини», «Ізюм — повітове місто», фотовиставка «Ізюм з висоти пташиного польоту».
Разом з Музеєм археології та етнографії Слобідської України та Святогірським історико-архітектурним заповідником проводяться спільні виставки.
У рамках святкування Дня міста на березі Сіверського Дінця проходить фестиваль «Меч Святослава», присвячений подіям XII століття на Ізюмщині.
Музей організовує екскурсії містом Ізюм, а також надає науково-методичну допомогу навчальним закладам міста.

## Директори музею
- Сібільов Микола Вікентійович 1920–1934[1]

…
- Махортова Ольга Володимирівна[6] 2006–2022[1]
- Іванова Галина Анатоліївна  2022-